# Isla Matty
La Isla Matty (en inglés: Matty Island, en francés: Île Matty) es una de las islas árticas de Canadá en la región de Kitikmeot, del territorio de Nunavut. Se encuentra en el Estrecho conocido como Rae, entre isla del Rey Guillermo y la península de Boothia. Tiene una superficie de 477 km² (184 millas cuadradas).
Otras islas de la zona son las Islas Beverly ubicadas al sur, y las Islas Tennent hacia el oeste.